# Mulay Yazid
Mulay Yazid o al-Yazid (en àrab : اليزيد بن محمد, Fes 1748- Marraqueix 1792) fou sultà del Marroc de la dinastia alauita del 1790 al 1792. Era fill de Mulay Muhammad III ibn Ismail contra el que es va revoltar el 1769, el 1771 i el 1775 sent sempre perdonat. Era el segon fill, però el gran, Abul Hasan Mulay Ali ibn Muhammad va premorir el 1783 i això el va fer hereu i va succeir al pare a la mort d'aquest el 9 d'abril de 1790.
Residia a Fes i des del principi fou molt impopular; el 10 de desembre de 1790 el seu germà Mulay Hisham es va revoltar a Marraqueix i es va proclamar sultà. Un altre germà, Mulay Abd al-Rahman ibn Muhammad, es va revoltar al sud el 1791. Els seguidors d'aquests germans foren perseguits implacablement. Segons l'Encyclopedia Judaica fou particularment cruel, i va fer penjar pel peus fins a morir (van tardar 15 dies) als notables jueus de la vila de Meknès. També va fer treure els ulls a 300 notables musulmans. Va fer una guerra sense èxit contra Espanya. Va morir en la batalla de Marraqueix contra el seu germà Mulay Hisham el 23 de febrer de 1792. Hisham fou reconegut sultà mentre Mulay Abd al-Rahman ibn Muhammad havia entrat a Tafilalt. Un tercer germà, Abu l-Rabi Mulay Sulayman ibn Muhammad es va proclamar també sultà a Fes.
Yazid va deixar dos fills, Mulay Ibrahim i Mulay Said.